# Lose Control (Lay)
Lose Control è il primo EP da solista del cantante e attore cinese Lay, pubblicato nel 2016 sia in Cina che in Corea del Sud tramite la S.M. Entertainment.

## Tracce
1. Lose Control (失控) – 3:31
2. what U need? (你要什么) – 4:00
3. Tonight – 3:33
4. MYM – 4:03 (testo: Lay)
5. MYM (Acoustic Version) – 4:47
6. Relax (守望) – 4:21